# Maurice Farman MF.11
Maurice Farman MF.11 byl francouzský průzkumný a bombardovací dvouplošník s tlačným motorem z počátku první světové války.

## Historie
Maurice Farman MF.11 byl nástupcem před válkou rozšířeného typu MF.7. Na rozdíl od něj ale už neměl příďovou vodorovnou plochu, díky které Britové MF.7 přezdívali Longhorn (Dlouhý roh). Další změnou bylo přesunutí trupové gondoly z dolního křídla na vzpěry mezi křídla a předělání dvojité vodorovné ocasní plochy na jednoduchou.
MF.11 sloužil nejen ve francouzském letectvu, ale i u britských RFC a RNAS (později RAF), kde si vysloužil přezdívku Shorthorn (Krátký roh) a v italském a australském letectvu. Zpočátku byl nasazován jako průzkumný a bombardovací stroj. Od roku 1915, kdy začal zastarávat, byl přeřazován k cvičným jednotkám.

## Specifikace (MF.11, motor 100 k)
Data podle L+K

### Technické údaje
- Posádka: 2 (pilot, pozorovatel)
- Rozpětí: 16,13 m
- Délka: 9,48 m
- Výška: 3,18 m
- Plocha křídel: 54,00 m²
- Prázdná hmotnost: 616 kg
- Vzletová hmotnost : 927 kg

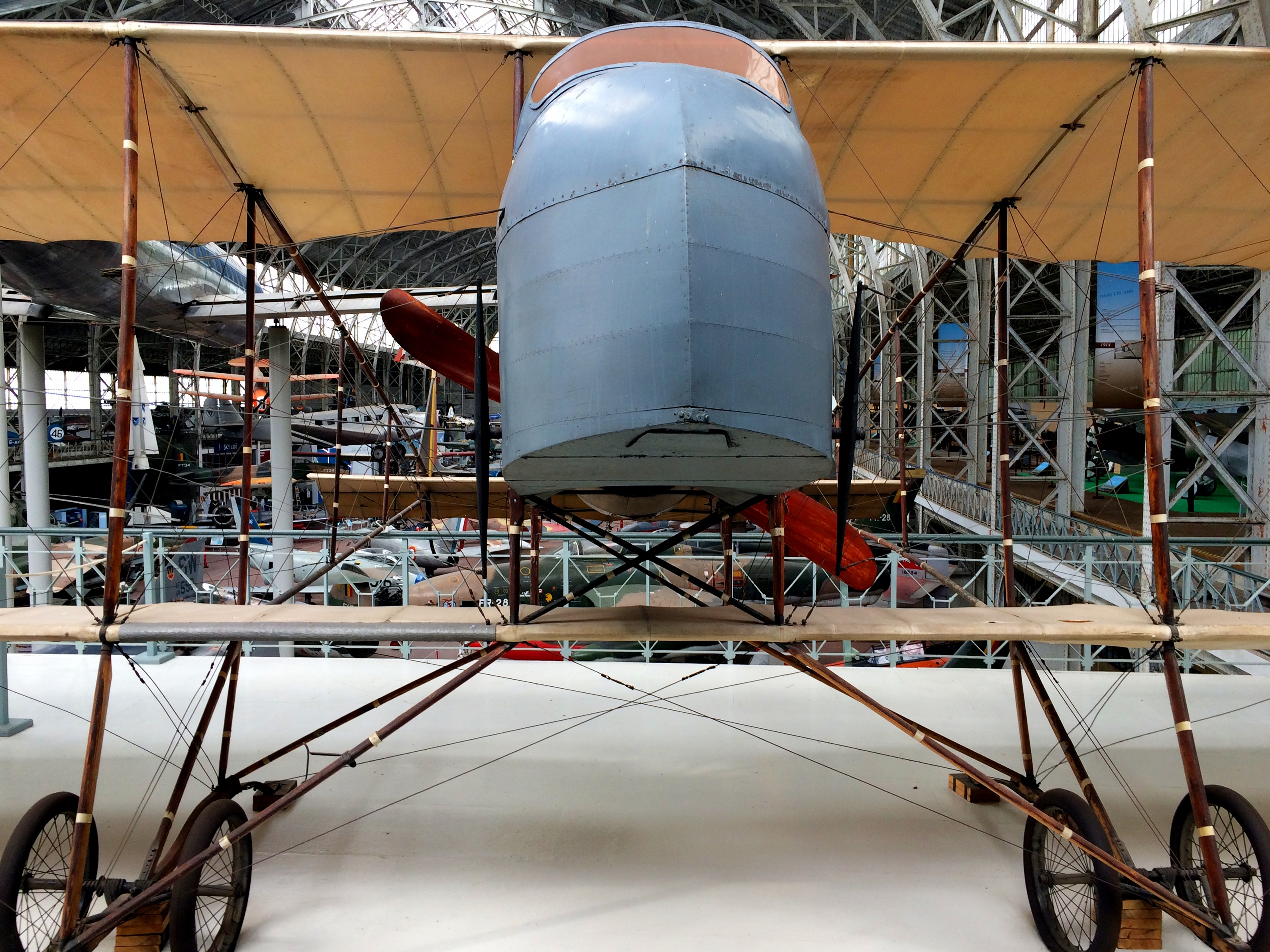
Farman MF.11

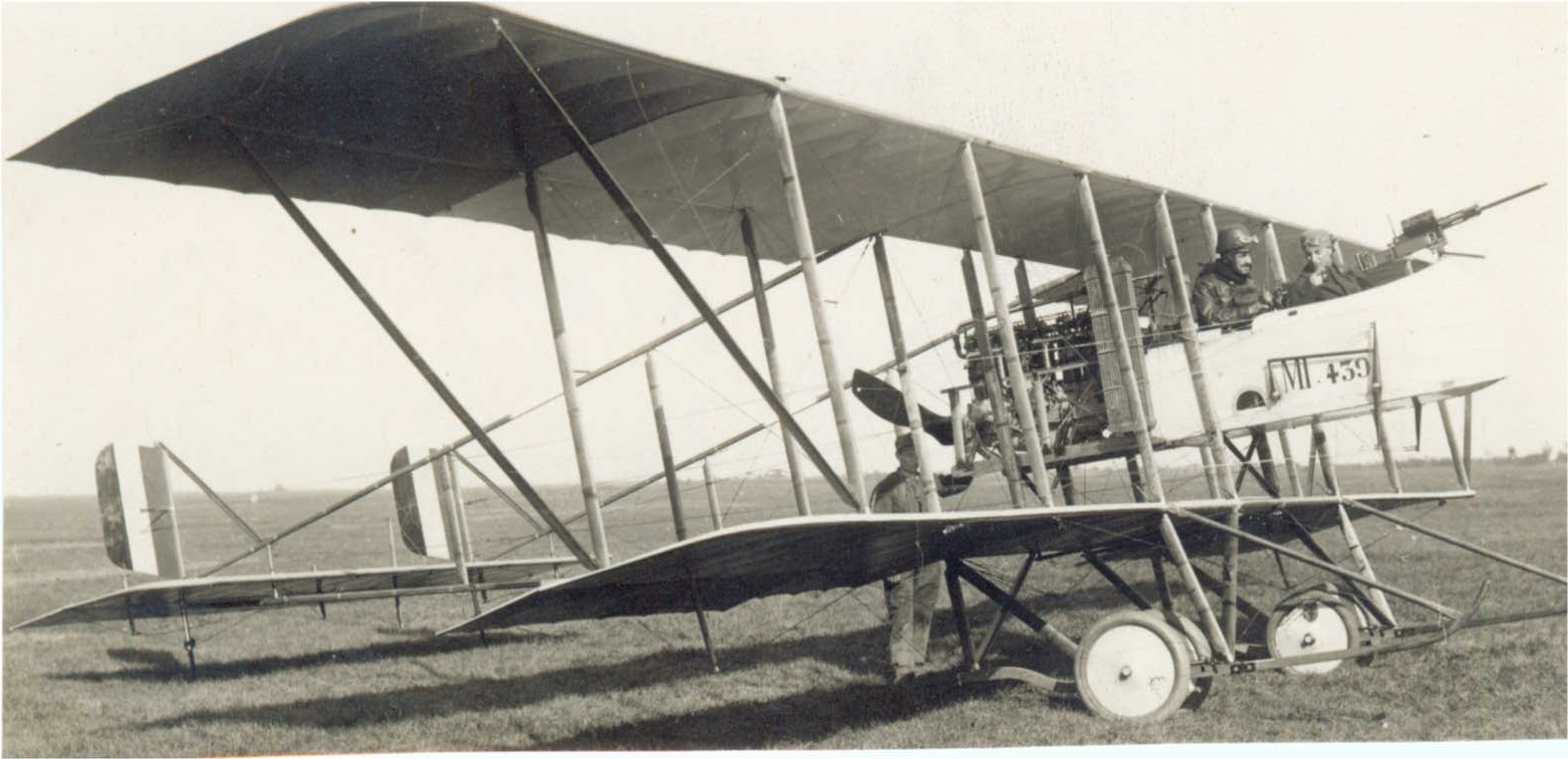
Farman MF.11

- Pohonná jednotka: 1× vidlicový osmiválec Renault nebo de Dion
- Výkon pohonné jednotky: 100 k (74 kW)

### Výkony
- Maximální rychlost: 108 km/h u země
- Vytrvalost: 3 hod a 45 min
- Dostup: 3810 m

### Výzbroj
- 1× kulomet Hotchkiss nebo Lewis ráže 7,7 mm
- 130 kg pum
- 10 raket Le Prieur

## Specifikace (MF.11, motor 130 k)
Data podle L+K

### Technické údaje
- Posádka: 2 (pilot, pozorovatel)
- Rozpětí: 16,13 m
- Délka: 9,48 m
- Výška: 3,18 m
- Plocha křídel: 54,00 m²
- Prázdná hmotnost: 653 kg
- Vzletová hmotnost : 954 kg
- Pohonná jednotka: 1× vidlicový osmiválec Renault nebo de Dion
- Výkon pohonné jednotky: 130 k (96 kW)

### Výkony
- Maximální rychlost: 117 km/h u země
- Vytrvalost: 3 hod a 30 min
- Dostup: 3810 m

### Výzbroj
- 1× kulomet Hotchkiss nebo Lewis ráže 7,7 mm
- 130 kg pum
- 10 raket Le Prieur